# Łódź Radogoszcz
Łódź Radogoszcz – zlikwidowany przystanek kolejowy Radegast przy ulicy Stalowej (obecnie Alei Pamięci Ofiar Litzmannstadt Getto).
W okresie II wojny światowej służył jako przystanek kolejowy łódzkiej zamkniętej dzielnicy żydowskiej, z której Niemcy hitlerowskie wywoziły do obozu Auschwitz-Birkenau obywateli narodowości żydowskiej. Przystanek kolejowy był położony na północno-wschodnim krańcu getta, już poza jego granicami. Z terenem getta łączyła go ogrodzona z obu stron kręta droga.

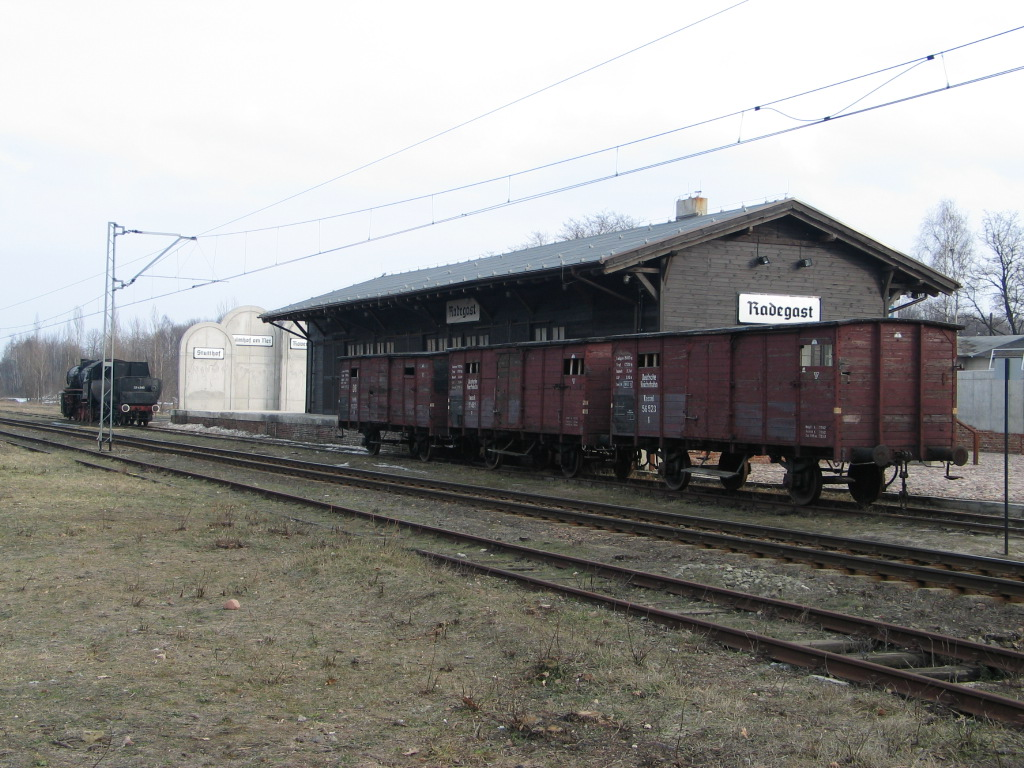
Łódź Radogoszcz od strony torów, w głębi parowóz Ty2 wraz z wagonami służącymi niegdyś do przewozu Żydów

Po wojnie, pod polską nazwą, przystanek pełnił swoją funkcję aż do połowy lat 70., kiedy to nastąpiło jego ostateczne zamknięcie. Dawny przystanek podniesiony został do miana pomnika Ofiar Litzmannstadt Ghetto po generalnym remoncie w 2004 roku, kiedy to odnowiono rozpadające się drewniane budynki przystanku, postawiono nowe mury odgradzające, oraz wybudowano obecny pomnik. Wydzielono wtedy również oddzielny tor, na którym stanęła lokomotywa Ty2-702 wraz z wagonami służącymi niegdyś do przewozu Żydów, i wybudowano tam peron.